# Foundling Hospital
El Foundling Hospital de Londres (Anglaterra), (que en català es podria traduir com a "Hospital per a nens abandonats o expòsits") va ser fundat el 1739 pel capità de vaixell i filantrop Thomas Coram. Es va establir com una llar per a nens, per a la "educació i el manteniment de les persones en risc i nens petits". En aquella època, la paraula "Hospital" era utilitzada en un sentit més ampli a l'actual, i simplement indicava una "institució d'acolliment" pels menys afortunats; per descomptat, també vetllaven per la salut dels infants. El Foundling Hospital de Londres va ser precedit pel Foundling Hospital de Dublín, fundat el 1704, i pel Foundling Hospital de Cork, fundat el 1737, ambdós finançats pel govern.

## Els inicis
Els primers nens van ser admesos a l'“Hospital de Nens Expósits” el 25 de març de 1741, en una casa situada temporalment a Hatton Garden. Al principi, no es feien preguntes sobre el nom del nen o els seus pares, sinó que el pare posava alguna espècie de símbol distintiu o marca sobre el nen, per distingir-ho. Aquests símbols eren sovint, monedes marcades, quincalla, peces de cotó o cintes, o versos escrits en trossos de paper. En el cas que haguessin deixat roba, aquesta era acuradament registrada. Una típica forma de registrar l'ingrés dels nens era: “Amb un paper en el pit, i el color del cabell”. Com les sol·licituds d'ingrés van ser massa nombroses, es va adoptar un sistema de sorteig per mitjà de boles de color vermell, blanc i negre. Poques vegades s'acceptaven nens majors de dotze mesos d'edat. En rebre'ls, els nens eren enviats a nodrisses al camp, on romanien fins als quatre o cinc anys. Als setze anys les nenes, en general, es convertien en aprenentes com a empleades de la neteja; això, durant quatre anys. I els nens, als catorze anys, es convertien en aprenents de diversos tipus d'oficis, durant uns set anys. També existia un petit fons d'assistència per a adults.
El setembre del 1742, va ser col·locada la primera pedra del nou hospital, a la zona coneguda com a Bloomsbury, situat al nord del carrer Great Ormond i a l'oest de Gray's Inn Lane. L'hospital va ser dissenyat per Theodore Jacobsen com un edifici de maons, pla, amb dues ales i una capella, construït al voltant d'un pati obert. L'ala oest es va acabar l'octubre de 1745; l'ala oriental va ser afegida el 1752, “amb l'objectiu que les nenes puguin ser separades dels nois". El nou hospital va ser descrit com "el monument més imponent construït per a la benevolència del segle XVIII" i es va convertir en un dels llocs de caritat més populars de Londres.

### Resolucions de la Cambra dels Comuns

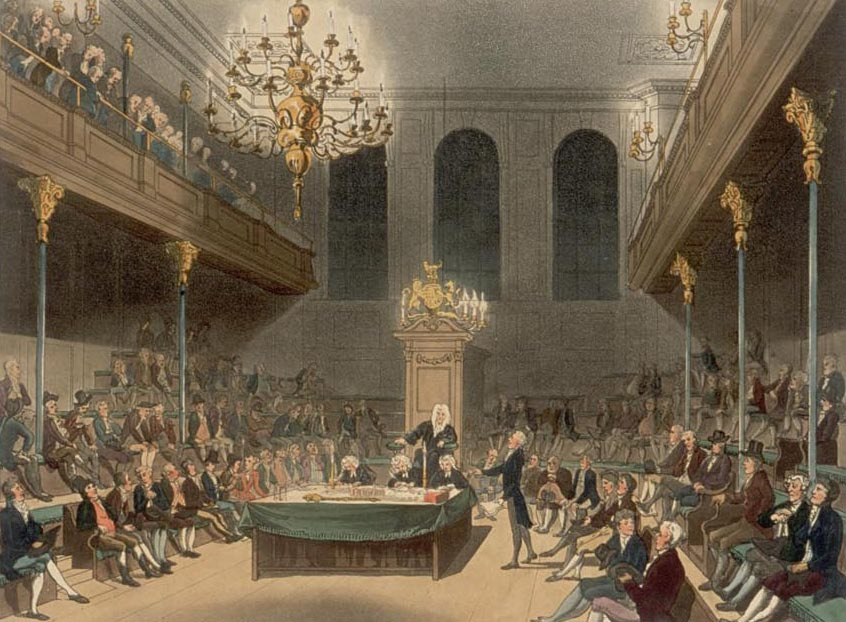
La Cambra dels Comuns (Regne Unit), pintada per Augustus Pugin i Thomas Rowlandson a principis del

En 1756, la Cambra dels Comuns del Regne Unit va aprovar una resolució en la qual tots els nens havien de ser acollits, i que a més haurien de crear-se llocs d'acolliment per tot el país, i que els fons havien de ser públics i garantits. D'aquesta manera, es penjava fora de l'hospital un cistell per als donatius, l'edat màxima d'admissió va anar augmentant amb el temps de dos a dotze mesos d'edat, i una munt de nens va arribar des de tots els hospicis del país. En menys de quatre anys 14.934 nens van ser incorporats, i un comerç terrible va créixer entre els rodamons, que de vegades es coneixia com a "Coram Men", amb la promesa de portar nens a l'hospital, acció que sovint no es realitzava o es feia però amb gran crueltat. D'aquests 15.000 nens només uns 4.400 van sobreviure i arribar a l'edat d'aprenents. La despesa total fou al voltant de £500.000, la qual cosa va alarmar la Cambra dels comuns. Després de descartar un projecte de llei que proposava recaptar els fons necessaris dels honoraris per mitjà d'un sistema parroquial general, van arribar a la conclusió que l'admissió indiscriminada de nens era insostenible. L'hospital, va quedar amb problemes econòmics i va ser abandonat a la seva sort, s'havia de sostenir amb els propis recursos, per la qual cosa van haver d'adoptar un sistema de captació de nens per mitjà de considerables summes de diners, de fins a £ 100, que de vegades era reclamat pel pare. Aquest procediment va ser finalment desestimat el 1801, i des d'aquell moment una norma fonamental era que no es podien rebre diners.
El comitè de recerca de l'Hospital només rebia nens provinents de mares de bona fe, i que a més poguessin demostrar que havien estat abandonades pels seus marits. La mare em molts casos era reemplaçada per poder oferir al nen una vida més "honesta". En aquest moment, s'afegia un profund estigma d'il·legitimitat, no només a la mare sinó també per al nen. Tots els nens de l'Hospital de Nens Expòsits eren provinents de dones solteres, i en la majoria dels casos també eren novelles. Els inicis coincidien en el que afirmava Henry Fielding en La història de Tom Jones; allà, un expòsit comenta: "molt cert, em temo, és que moltes dones s'han abandonat, i s'han enfonsat fins a l'últim grau del vici, és a dir la prostitució per la impossibilitat de recuperar la seva primera oportunitat."
Va haver-hi alguns incidents desafortunats, com el cas d'Elizabeth Brownrigg (1720-1767), la molt severa comare de Fetters Lane, que assotava sense misericòrdia i practicava altres tipus de maltractament físic a les aprenentes del servei domèstic. Així, María Clifford, a causa de l'abandonament i de les ferides infectades, finalment va morir. Després d'una recerca per part de les autoritats de l'Hospital de Nens Expòsits, Brownrigg va ser declarada culpable d'assassinat i condemnada a la forca a Tyburn. Posteriorment, l'Hospital va organitzar una tria més rigorosa sobre del personal docent i supervisà el tracte amb els seus aprenents.

## Música

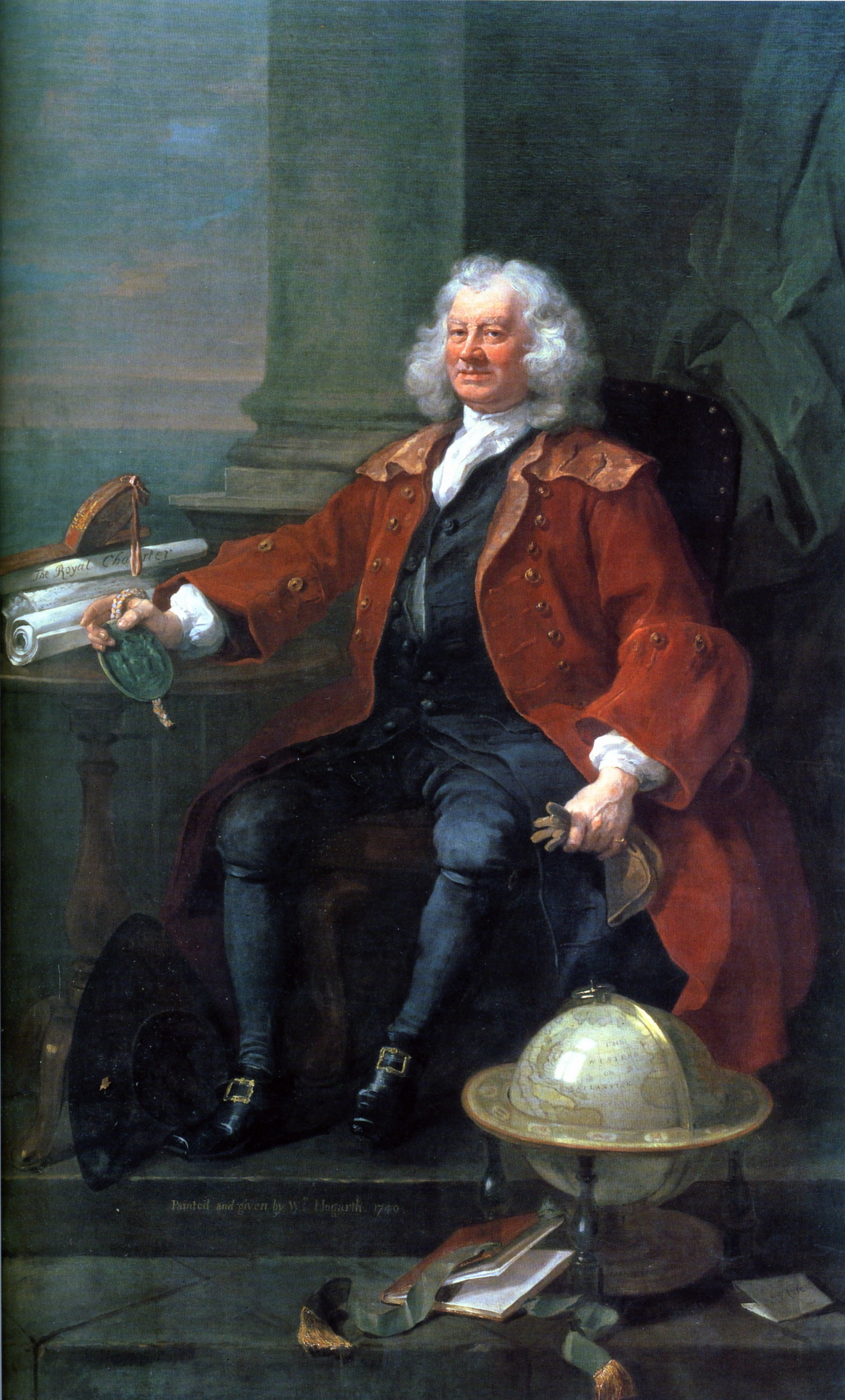
Retrat de Thomas Coram per William Hogarth.

El servei musical, que originalment només era cantat per nens cecs, es va posar de moda gràcies a la generositat de Händel que sovint interpretava allà El Messies. Händel va regalar a l'hospital una còpia de les partitures d'algunes de les seves obres més important. La seva col·laboració amb l'Hospital va començar el maig del 1749 quan hi va oferir un concert benèfic estrenant l'obra titulada com a himne de la institució, el Foundling Hospital Anthem. Al cap d'un any, l'1 de maig de 1750, hi va dirigir una representació d'El Messies, en l'acte d'inauguració de l'orgue de tubs per a la capella de l'Hospital. Aquesta actuació fou un gran èxit, que va obligar a repetir el concert als quinze dies, i Händel va ser nomenat “Governador de l'Hospital”. La interpretació d'El Messies a la capella de l'Hospital va esdevenir una tradició anual que es va mantenir fins al 1770 i que va comptar amb la participació o assistència de Händel fina a la seva mort el 1759.
El 1774, el Dr. Charles Burney i un senyor anomenat Giardini van fer un intent infructuós de transformar l'hospital en una escola de música pública, a imitació de l'Ospedale della Pietà a Venècia, Itàlia. El 1847, no obstant, es va crear una banda juvenil amb resultats reeixits. Els efectes educatius de la música en els joves van ser ben vistos, i l'hospital va formar a molts dels millors músics de la banda militar de l'exèrcit i la Marina.

## Art
La bona col·laboració entre l'hospital i pintors destacats durant el regnat de Jordi II va tenir una repercussió social. Les exposicions de quadres i gravats a l'Hospital, organitzades per la Society of Dilettanti, va conduir a la formació de la Royal Academy of Arts el 1768. William Hogarth, que no tenia fills, va tenir una llarga relació amb l'Hospital i va ser un dels governadors ja des de la fundació de la institució. Va dissenyar els uniformes dels nens i l'escut d'armes, i ell i la seva esposa Jane van fomentar la millora social dels nens expòsits. Hogarth també va crear exposicions permanents d'art als nous edificis, encarregant a altres artistes la producció d'obres per a l'hospital. De fet, diversos artistes contemporanis anglesos van decorar les parets de l'hospital amb les seves obres, com és el cas de Joshua Reynolds, Thomas Gainsborough, Richard Wilson i Francis Hayman. En aquell temps, les galeries d'art eren desconegudes a Gran Bretanya, i es considera que la iniciativa de recaptació de fons de Hogarth a través de l'art establí la primera galeria d'art britànica.
Hogarth va pintar un retrat de Thomas Coram per a l'hospital. També va donar el seu Moses Brought Before Pharaoh's Daughter ("Moisés portat davant la filla del Faraó"). La pintura March of the Guards to Finchley ("Marxa de la Guàrdia de Finchley") també va ser cedida a l'hospital després que Hogarth donés bitllets de loteria per a la venda de les seves obres i l'hospital els va guanyar. Una altra peça notable és el bust de Händel, de Louis-François Roubiliac. Originalment, l'altar de la capella era una peça de Adoration of the Magi ("Adoració dels Mags") realitzada per Casali, però els governadors la van considerar massa catòlica per a un Hospital de l'església anglicana d'Anglaterra, per la qual cosa va ser substituït per un quadre del Nen Jesús, pintat per Benjamin West; era la representació d'un infant. William Hallett, ebenista de la noblesa, va crear tot el panell de fusta amb talla adornada per a la sala de la cort. L'hospital també era propietari de diverses pintures que il·lustraven la vida de la institució, realitzades per Emma Brownlow, filla de l'administrador de l'hospital. Aquesta col·lecció d'art es troba actualment en el Foundling Museum.

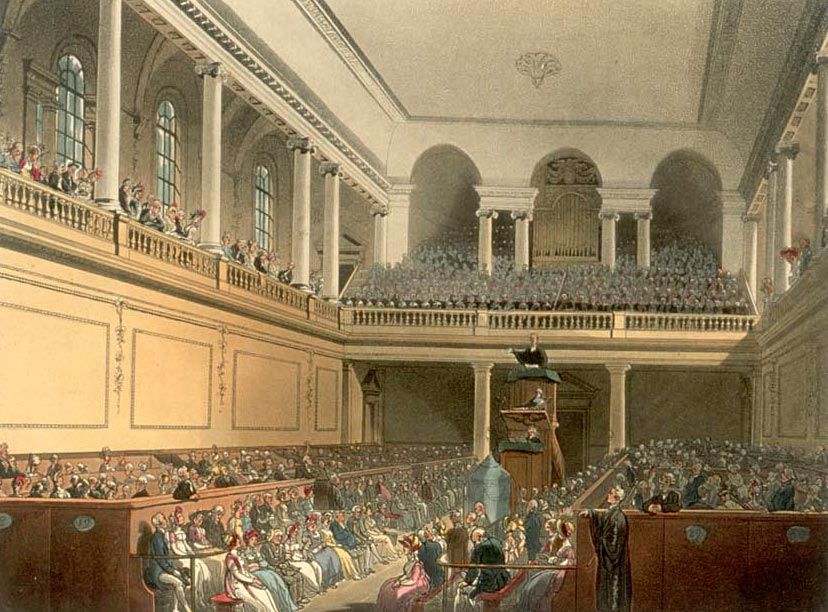
Esquema de la Capella per Thomas Rowlandson Augustus Charles Pugin per als arquitectes de Microcosm of London (1808-11).

## Reubicació
En la dècada de 1920, l'Hospital va decidir traslladar-se a un lloc més saludable, en el camp. Va haver-hi una proposta per convertir els edificis de l'Hospital en una universitat, però mai es va arribar a concretar, i es va vendre a un promotor immobiliari, James White, el 1926. Ell tenia l'esperança de traslladar allà el mercat del Covent Garden, però els residents locals es van oposar a aquest pla. Finalment, l'edifici original de l'Hospital va ser enderrocat. Els nens van ser traslladats a un antic convent a Redhill, Surrey; posteriorment, el 1935, a l'edifici nou de l'Hospital de Nens Expòsits de Berkhamsted, Hertfordshire.
Quan, en la dècada de 1950, la llei britànica es va allunyar de la institucionalització dels nens orfes o abandonats cap a una solució més orientada a la família, com l'adopció i la cura sota paraula, l'Hospital va suspendre la majoria de les seves activitats. Els edificis de Berkhamsted es van vendre al Consell del Comtat de Hertfordshire per a ser reutilitzats com a escola, i l'Hospital de Nens Expósits va canviar el seu nom al de Thomas Coram Foundation for Children i en l'actualitat es coneix com a “Coram”.

## Actualment
L'Hospital de Nens Expòsits encara manté el seu llegat en el lloc original de la seva fundació. Set hectàrees (28.000 m²) del predi van ser adquirides per a parc infantil, amb el suport financer del titular de periòdic, Lord Rothermere. Aquesta zona és sovint utilitzada per nens que estan allotjats com a pacients al proper Hospital del carrer Great Ormond, i és propietat d'una organització de beneficència independent anomenada Coram's Fields. L'Hospital va recuperar 2,5 acres (10.000 m²) de terra el 1937 i va construir una nova seu i un centre infantil en aquest lloc. Encara que més petit, l'edifici manté un estil similar a l'original, ja que es van recrear diversos aspectes fonamentals de l'arquitectura interior de l'hospital original. En l'actualitat l'edifici acull el Foundling Museum, una organització independent de beneficència, on pot trobar-se una gran col·lecció d'art.
El servei de beneficència encara existeix com una de les organitzacions de caritat per a nens més gran de Londres, la Thomas Coram Foundation for Children, que opera en els edificis propers, construïts en la dècada del 1950.